# Catedral del Espíritu Santo (Palmerston North)
La Catedral del Espíritu Santo (en inglés: Cathedral of the Holy Spirit) es la catedral de la Diócesis de Palmerston North, en Nueva Zelanda. Fue inaugurada en 1925 como la Iglesia de San Patricio y fue dedicada al Espíritu Santo al momento de ser elevada a catedral, cuando la diócesis fue establecida en 1980. En 1988 la catedral fue renovada, con expansiones y un reordenamiento. El edificio fue diseñado por el notable arquitecto Frederick de Jersey Clere.El edificio fue declarado lugar histórico Categoría 1 por la autoridad de Lugares Históricos de Nueva Zelanda en 1990.